# Angelfish
Gli Angelfish sono stati un gruppo alternative rock originario di Edimburgo, in Scozia.

## Storia
Noto soprattutto per la presenza di Shirley Manson, poi entrata nei Garbage, il gruppo era stato fondato come progetto parallelo ai Goodbye Mr. Mackenzie e aveva un contratto con la Radioactive Records. Si scolse dopo l'abbandono la partenza della Manson, mentre i Goodbye Mr. Mackenzie continuarono per un altro anno prima di sciogliersi.
Il loro brano di maggior successo fu Suffocate Me, pubblicato nel giugno 1993, il cui video musicale era stato diretto da Cameron Casey e fu aggiunto alla rotazione del programma di MTV 120 Minutes nell'agosto dello stesso anno. Nonostante il singolo non fosse riuscito a entrare in nessuna classifica Billboard, divenne uno dei più richiesti nelle radio universitarie statunitensi. Il loro unico album, Angelfish, fu pubblicato nel febbraio 1994 e vendette circa diecimila copie tra Europa, Nordamerica e Giappone.

## Formazione
- Shirley Manson - voce (originariamente tastiera e cori)
- Martin Metcalfe - chitarra (originariamente voce)
- Fin Wilson - basso
- Derek Kelly - batteria

## Discografia

### Album
- 1994 - Angelfish (Radioactive Records/MCA)

### Singoli
- 1993 - Suffocate Me (EP) (Wasteland/Caroline Records)
- 1994 - Heartbreak to Hate (Radioactive Records/MCA)